# Larga Nouă
Larga Nouă è un comune della Moldavia situato nel distretto di Cahul di 1.536 abitanti al censimento del 2004.

## Località
Il comune è formato dall'insieme delle seguenti località: (popolazione 2004)
- Larga Nouă (1.140 abitanti)
- Larga Veche (396 abitanti)